# Claude Gillingwater
Claude Gillingwater est un acteur américain né le 2 août 1870 à Louisiana, Missouri (États-Unis), mort le 2 novembre 1939 à Beverly Hills (Comté de Los Angeles).

## Filmographie

### Années 1910
- 1918 : Wild Primrose : Standish

### Années 1920
- 1921 : Le Petit Lord Fauntleroy d'Alfred E. Green et Jack Pickford : Comte de Dorincourt
- 1921 : Mon gosse (My Boy) d'Albert Austin et Victor Heerman : Capitaine Bill
- 1922 : Fools First : Denton Drew
- 1922 : Dust Flower : Steptoe
- 1922 : Un père (Remembrance), de Rupert Hughes : John P. Grout
- 1922 : The Strangers' Banquet : Uncle Sam
- 1923 : Calvaire d'apôtre (The Christian) : Lord Storm
- 1923 : Crinoline and Romance : Colonel Charles E. Cavanaugh
- 1923 : Alice Adams : Virgil Adams
- 1923 : La Sagesse de trois vieux fous (Three Wise Fools), de King Vidor : Theodore Findley
- 1923 : Dulcy : Mr. Forbes
- 1923 : A Chapter in Her Life : Mr. Everingham
- 1923 : Tiger Rose : Hector McCollins
- 1924 : Daddies : James Crockett
- 1924 : How to Educate a Wife : Henry Bancks
- 1924 : Madonna of the Streets d'Edwin Carewe : Lord Patrington
- 1924 : Idle Tongues : Judge Daniel Webster Copeland
- 1925 : A Thief in Paradise (en) : Noel Jardine
- 1925 : Cheaper to Marry : Riddle
- 1925 : Winds of Chance : Tom Linton
- 1925 : Les Sept Larrons en quarantaine (Seven Sinners) de Lewis Milestone : Pious Joe McDowell
- 1925 : We Moderns : Sir Robert Sundale
- 1925 : Si les hommes pouvaient (Wages for Wives) de Frank Borzage : Jim Bailey
- 1926 : That's My Baby : John Raynor
- 1926 : Never Too Old : Romeo McPip
- 1926 : Into Her Kingdom : Ivan (their tutor)
- 1926 : Les Amis de nos maris (For Wives Only) de Victor Heerman : Professor von Waldstein
- 1927 : Fast and Furious : Smithfield
- 1927 : Naughty But Nice : Juudge J. R. Altewood
- 1927 : Barbed Wire : Jean Moreau, Mona's Father
- 1927 : The Gorilla d'Alfred Santell
- 1927 : Husbands for Rent : Sir Reginald Knight
- 1928 : The Little Shepherd of Kingdom Come : Major Buford
- 1928 : La Candidate (Women They Talk About) : Grand-père Mervin
- 1928 : Oh Kay! : Judge Appleton
- 1929 : Stark Mad : James Rutherford, expedition leader
- 1929 : Stolen Kisses : H.A. Lambert Sr.
- 1929 : Glad Rag Doll : Sam Underlane
- 1929 : Smiling Irish Eyes : Michael O'Connor
- 1929 : The Great Divide de Reginald Barker : Winthrop Amesbury
- 1929 : So Long Letty : Uncle Claude
- 1929 : Mexicali Rose

### Années 1930
- 1930 : Dumbbells in Ermine : Uncle Roger
- 1930 : The Flirting Widow : William Faraday
- 1931 : How I Play Golf, by Bobby Jones No. 8: 'The Brassie' : Loretta's Uncle
- 1931 : Illicit : Richard Ives Sr.
- 1931 : Kiss Me Again de William A. Seiter : Count de St. Cyr
- 1931 : The Conquering Horde (en) d'Edward Sloman : Jim Nabore
- 1931 : Papa longues jambes (Daddy Long Legs) de Alfred Santell : Riggs
- 1931 : Gold Dust Gertie : John Aberdeen Arnold
- 1931 : Oh! Oh! Cleopatra
- 1931 : Compromised : John Brock
- 1931 : The Wide Open Spaces
- 1932 : Running Hollywood
- 1932 : Tess of the Storm Country : Frederick Garfield Sr
- 1933 : La Profession d'Ann Carver (Ann Carver's Profession) d'Edward Buzzell : Juge Bingham
- 1933 : The Avenger : Witt
- 1933 : Skyway : John Beaumont
- 1933 : I Loved a Woman : Banker
- 1933 : Before Midnight : John Fry
- 1934 : You Can't Buy Everything : Banker Asa Cabot
- 1934 : The Show-Off de Charles Reisner : J.B. Preston
- 1934 : City Limits : Oliver
- 1934 : Unknown Blonde : Papa Van Brunt, Sr.
- 1934 : In Love with Life : Morley
- 1934 : Green Eyes de Richard Thorpe : Steven Kester
- 1934 : The Back Page (en) de William Goodrich : Sam Webster
- 1934 : Le capitaine déteste la mer (The Captain Hates the Sea) : Juge Griswold
- 1934 : La Course de Broadway Bill (Broadway Bill) : J.P. Chase
- 1935 : Strange Wives : Guggins
- 1935 : La Dame en rouge (The Woman in Red) : Grandpa Wyatt
- 1935 : Mississippi : Gen. Rumford
- 1935 : Baby Face Harrington : Willie's boss
- 1935 : Calm Yourself : Colonel Allenby
- 1935 : L'Évadée (Woman Wanted) de George B. Seitz
- 1935 : Together We Live : Dick
- 1935 : Le Marquis de Saint-Évremont (A Tale of Two Cities) : Jarvis Lorry Jr.
- 1936 : Can This Be Dixie? : Col. Robert Peachtree
- 1936 : Je n'ai pas tué Lincoln (The Prisoner of Shark Island) : Col. Jeremiah Milford Dyer
- 1936 : Florida Special de Ralph Murphy : Simeon Stafford
- 1936 : Counterfeit (en) : Tom Perkins
- 1936 : Ticket to Paradise : Robert Forbes
- 1936 : Pauvre petite fille riche (Poor Little Rich Girl) : Simon Peck
- 1936 : Wives Never Know : Mr. Gossamer
- 1937 : Top of the Town : William Borden
- 1937 : Marie Walewska (The Conquest) : Stephan (Marie's servant)
- 1938 : Vive les étudiants (A Yank at Oxford) : Banker Ben Dalton
- 1938 : Little Miss Broadway : Judge
- 1938 : La Pauvre Millionnaire (There Goes My Heart) de Norman Z. McLeod : Cyrus Butterfield
- 1938 : La Vie en rose (Just Around the Corner) : Samuel G. Henshaw
- 1939 : Femme du monde (Cafe Society) : Old Christopher West